# Bilderbergconferentie 1955 (2)
De tweede Bilderbergconferentie van 1955 werd gehouden van 22 t/m 25 september 1955 in Garmisch-Partenkirchen, Duitsland. Vermeld zijn de officiële agenda met Engelstalige onderwerpstitel indien bekend alsmede namen van deelnemers indien bekend. Achter de naam van de opgenomen deelnemers staat de hoofdfunctie die ze op het moment van uitnodiging uitoefenden.

## Agenda
- Article 2 of the North Atlantic Treaty. (Artikel 2 van het Noord-Atlantisch Verdrag)
- The reunification of Germany. (De hereniging van Duitsland)
- European unity. (Europese eenheid)
- The industrial aspects of atomic energy. (De industriële aspecten van atoomenergie)
- Economic problems: (Economische problemen)
  - East-West trade; (Oost-West handel)
  - The political aspects of convertibility; (De politieke aspecten van convertibiliteit)
  - Expansion of international trade. (Uitbreiding van internationale handel)

## Deelnemers
- Nederland - Prins Bernhard, prins-gemaal, Nederland, voorzitter
- Nederland - Paul Rijkens, president Unilever

1954 ·
1955 (1) ·
1955 (2) ·
1956 ·
1957 (1) ·
1957 (2) ·
1958 ·
1959 ·
1960 ·
1961 ·
1962 ·
1963 ·
1964 ·
1965 ·
1966 ·
1967 ·
1968 ·
1969 ·
1970 ·
1971 ·
1972 ·
1973 ·
1974 ·
1975 ·
(1976) ·
1977 ·
1978 ·
1979 ·
1980 ·
1981 ·
1982 ·
1983 ·
1984 ·
1985 ·
1986 ·
1987 ·
1988 ·
1989 ·
1990 ·
1991 ·
1992 ·
1993 ·
1994 ·
1995 ·
1996 ·
1997 ·
1998 ·
1999 ·
2000 ·
2001 ·
2002 ·
2003 ·
2004 ·
2005 ·
2006 ·
2007 ·
2008 ·
2009 ·
2010 ·
2011 ·
2012 ·
2013 ·
2014 ·
2015 ·
2016 ·
2017 ·
2018 ·
2019 ·
2020 ·
2021 ·
2022 ·
2023